# Belgie na Letních olympijských hrách 1960
Belgie se účastnila Letní olympiády 1960 v italském Římě. Zastupovalo ji 101 sportovců (93 mužů a 8 žen) v 16 sportech.

## Medailisté
| Medaile | Jméno                 | Sport      | Soutěž                          |
| ------- | --------------------- | ---------- | ------------------------------- |
| Stříbro | Roger Moens           | Atletika   | Muži 800 m                      |
| Stříbro | Leo Sterckx           | Cyklistika | Muži sprint                     |
| Bronz   | Willy van den Berghen | Cyklistika | Muži silniční závod jednotlivců |
| Bronz   | André Nelis           | Jachting   | Muži Finn class                 |